# Paschinger Schlössl

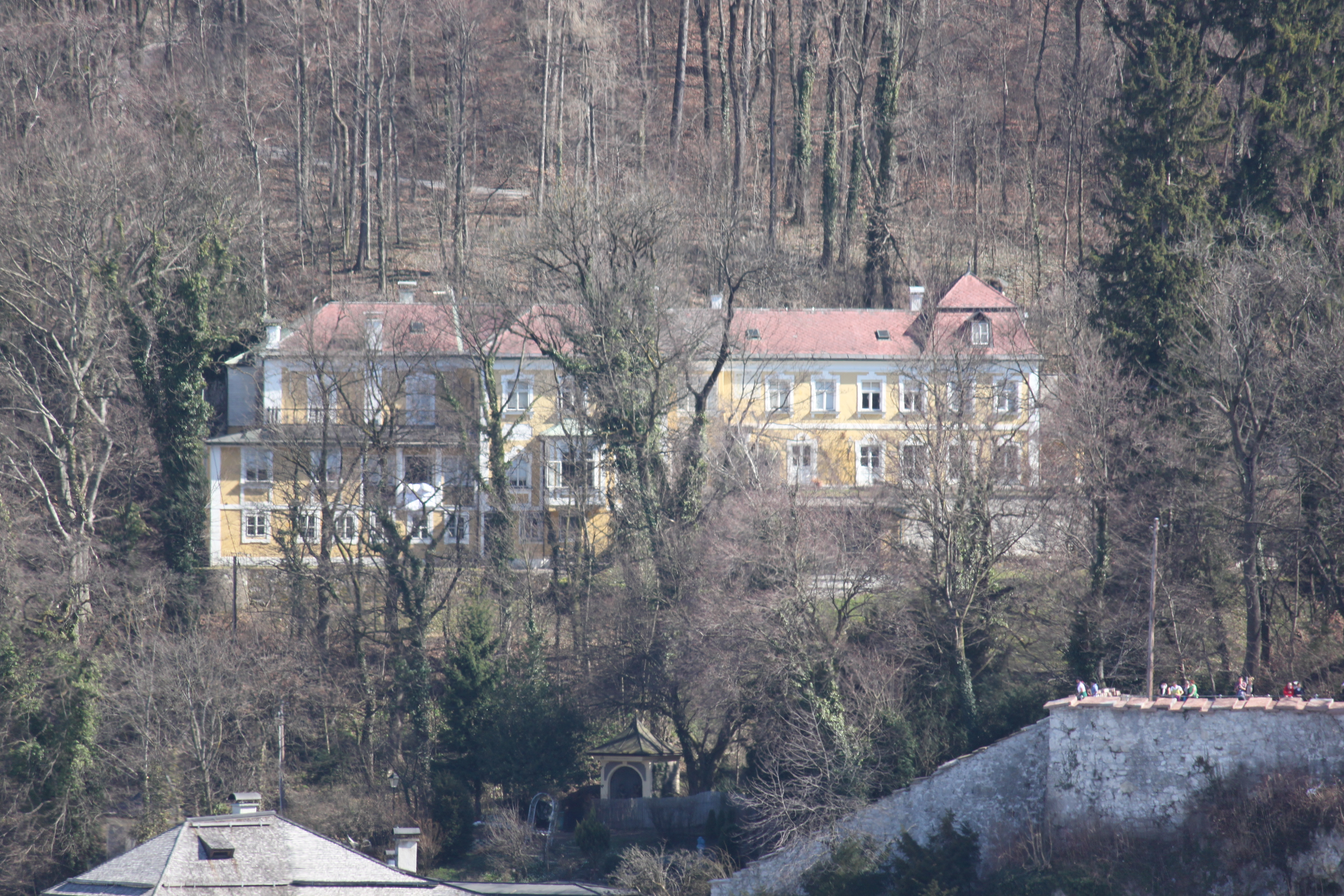
Paschinger Schlössl auf dem Kapuzinerberg in Salzburg

Das Paschinger Schlössl ist ein villenartiger Bau auf dem Kapuzinerberg in Salzburg, Kapuzinerberg 5. Es wurde im 17. Jahrhundert erbaut und im 19. Jahrhundert mehrfach erweitert. Das Schlössl steht unter Denkmalschutz und gehört zum UNESCO-Welterbe Historisches Zentrum der Stadt Salzburg. Bekannt wurde es vor allem dadurch, dass Stefan Zweig 1917–1937 Eigentümer des Hauses war, es sanieren ließ und 15 Jahre bewohnte.

## Baugeschichte des Paschinger Schlössls

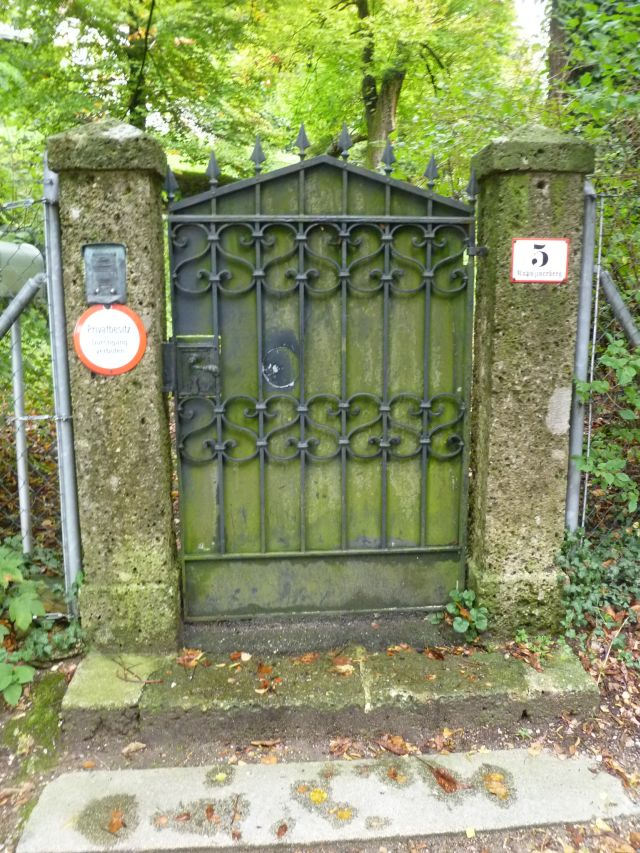
Eingangstür zum Paschinger Schlössl

Der Grund des Paschingerschlössls wurde 1639 von Peter Ettinger erworben. Der Plan von 1644 von Philipp Harpff zeigt dort bereits ein kleines Gartenhäuschen.
Das gegenüber dem Kapuziner-Kloster liegende Gelände war 1650 als Garten ausgewiesen. Im Kriegsfall, der Dreißigjährige Krieg war erst zwei Jahre vorbei, sollte es als Waffenplatz unentgeltlich dem Erzbischof zur Verfügung gestellt werden. Zu diesem Ernstfall kam es aber, auch wegen der starken Stadtbefestigungen von Salzburg, nie.
Der Bau stammt im Kern aus der zweiten Hälfte des 17. Jahrhunderts und wurde mehrmals umgebaut. Er befindet sich am oberen Rand eines in Terrassen gegliederten Gartens. Es besteht aus einem langgestreckten Baublock und besitzt drei Stockwerke mit Walmdach und einen kleinen Turm. Im ersten Obergeschoß befindet sich ein Erker aus der zweiten Hälfte des 19. Jahrhunderts. Es gibt seitlich zweigeschoßige Anbauten unter einem Satteldach, im Süden mit einem Mansarddach. Die einheitliche Fenstergliederung stammt vom Ende des 19. Jahrhunderts.
Im fünffenstrigen Hauptraum befindet sich ein Rokokoofen und eine über 100-jährige Tapete des berühmten Tapetenmalers Dufour. Die alte Stadtbefestigung des Kapuzinerberges ist in das Haus einbezogen. Zwischen den Zimmern und der rückwärtigen Stadtmauer war vormals eine Kegelbahn eingerichtet und an der Wand hing eine Kugel, mit der Kaiser Franz Josef Kegel gespielt hatte. Mehrere Stützmauern und Freitreppen bilden einen Ziergarten unterhalb des Hauptbaus, der gegen die Terrassen einen Vorbau mit holzverkleidetem Untergeschoß und einem Obergeschoß samt Flachdach und Eisengeländer aufweist. Zu dem Haus führt ein steiler Weg, der früher mit Holzprügeln – daher die Bezeichnung Prügelweg – befestigt war (heute Asphaltbelag). Die Straße führt durch das 1632 erbaute Felixtor entlang eines zum Kloster führenden Kalvarienweges. Die selbst entworfene Tür am Fuße des Gartens zu dem Anwesen Am Kapuzinerberg 5 ist ein Geschenk von Friderike Zweig an ihren Mann.

## Eigentümer

### 17. Jahrhundert bis 1917

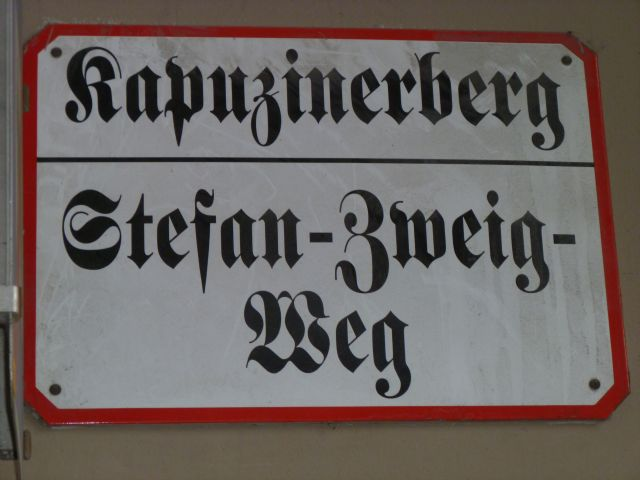
Stefan-Zweig-Weg auf den Kapuzinerberg

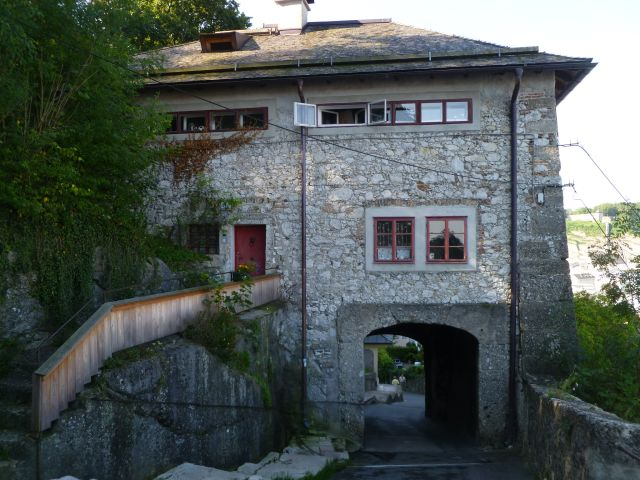
Felixtor auf dem Weg zum Paschinger Schlössl

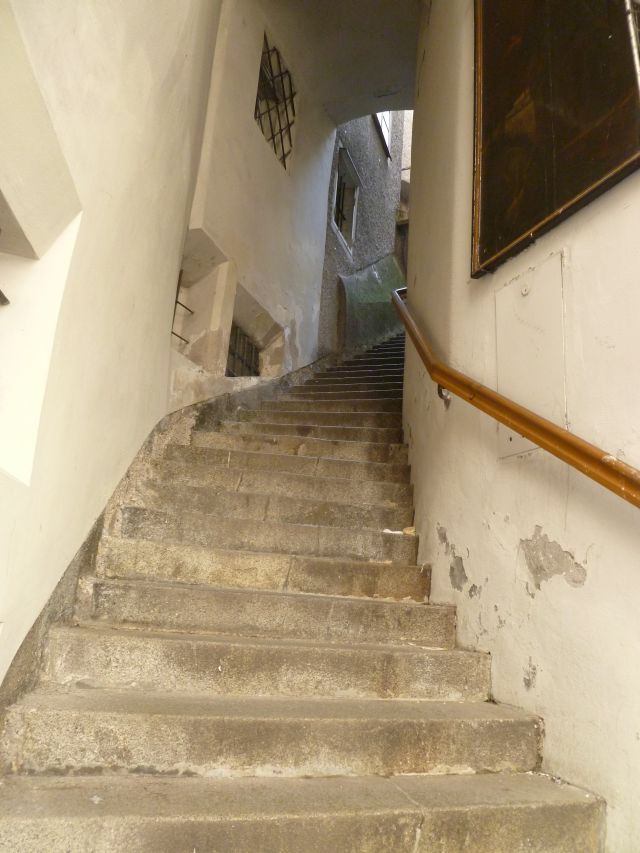
Imbergstiege zum Kapuzinerberg

Vor 1793 besaß Anna Helene Hermes von Fürstenhof das Anwesen und nutzte es mit ihrer Familie als Sommerhaus, Nannerl Mozart unterrichtete beide Töchter im Klavierspiel. Sowohl sie als auch Wolfgang Amadeus Mozart besuchten die Hermesin häufig, z. B. mehrmals im Sommer 1783. In der Zeit hieß das Haus Hermesvilla. Seinen späteren Namen erhielt es dann von Anton Paschinger, der das Schlösschen von 1793 bis 1823 besaß.

### Kauf durch Stefan und Friderike Zweig
1917 fiel Stefan Zweig und seiner zukünftigen Frau, damals Friderike von Winternitz, bei einem Besuch in Salzburg der stark heruntergekommene Besitz auf. Der Eigentümer, ein Wiener Großindustrieller, war bereit, das Anwesen zu verkaufen. Die finanzielle Abwicklung wurde Friderike übertragen. Um das Haus bewohnbar zu machen, musste viel investiert werden: Es hatte kein elektrisches Licht, keine ausreichende Heizung, kein Telefon, und auch der Weg auf den Kapuzinerberg war nicht beleuchtet. Mit einer Baufirma wurde – trotz der Kriegszeiten und des Mangels an allem – ein Vertrag über die Renovierung des Hauses abgeschlossen. Nach vielen Unannehmlichkeiten – das Haus war nach dem Krieg zum Teil von anderen Bewohnern besetzt – konnte auch Stefan Zweig einziehen. Wegen des Mangels an Wohnungen wollte die Salzburger Stadtverwaltung den Rokokosaal in vier Zimmer umbauen lassen, um noch für zwei Familien eine Unterkunft zu finden. Friderike hatte aber bereits an eine Familie zwei Räume abgegeben. Durch Intervention beim Amt für Denkmalschutz – der Saal war in der Kunsttopographie des Landes Salzburg abgebildet – und nach Zahlung einer Ablöse, die fast den ursprünglichen Kaufpreis des Hauses ausmachte, konnte das verhindert werden.
Hier lebte Stefan Zweig zwischen 1919 und 1934 mit Friderike und den beiden aus Friderikes erster Ehe mit Felix Edler von Winternitz (1877–1950) hervorgegangenen Töchtern Alice Elisabeth, gen. Alix, und Susanna Benediktine, gen. Suse. Nach den Lebenserinnerungen seiner Frau verfasste Zweig in diesem Haus etwa 200.000 Manuskriptseiten. Die Villa wurde mit einer überreichen Bibliothek ausgestattet, der Hausherr sammelte antike Möbel (u. a. den Schreibtisch Ludwig van Beethovens) und brachte hier seine kostbare Autographensammlung unter. Der Dichter hatte trotz aller Weltläufigkeit eine enge Beziehung zur Stadt Salzburg; er ging regelmäßig den steilen Kalvarienweg in die Stadt hinunter, um im Café Bazar Zeitungen zu lesen oder im Schachclub des Café Mozart mit dem damals sozialdemokratisch gesinnten Emil Fuchs eine Partie Schach zu spielen. Der Gaisberg wurde von ihm im Gefolge von Hermann Bahr ebenso bestiegen wie der Untersberg.
Durch den berühmten Schriftsteller Zweig wurde das Paschinger Schlössl zu einem herausragenden Ort der Begegnung internationaler Größen dieser Zeit, vornehmlich von Schriftstellern und Musikern (u. a. Thomas Mann, Hugo von Hofmannsthal, James Joyce, Richard Strauss, Arthur Schnitzler, George Wells, Carl Zuckmayer, Franz Werfel, Hans Carossa, Jakob Wassermann, Romain Rolland oder Hermann Bahr). Jules Romains gab dem Haus wegen dieser zahlreichen auswärtigen Besucher den Namen „Villa (in) Europa“.

### Neue Besitzer ab 1937
Aufgrund der berechtigten Befürchtungen, dass das NS-Regime Österreich annektieren könnte, aber auch infolge einer blitzartigen Hausdurchsuchung der austrofaschistischen Polizei und einer immer brüchigeren Ehe wandte Stefan Zweig sich 1934 von Salzburg ab und emigrierte nach Großbritannien. Der Salzburger Landeshauptmann Franz Rehrl versuchte erfolglos, ihn zum Verbleib in Salzburg zu bewegen. 
Zweig drängte seine Frau zum Verkauf des Schlössls. 
Obwohl Friderike Zweig und ihre Töchter sehr an diesem Haus hingen, verkauften sie es am 18. Mai 1937 an die Familie Gollhofer, Besitzer eines Kleidergeschäftes in Salzburg. Zweig und ihre Töchter flohen 1938 vor dem NS-Regime zunächst nach Frankreich und nach dem Westfeldzug der Wehrmacht in die USA. Die Familie Gollhofer war bis 2020 Eigentümer des Schlössls. Sie verkaufte es am 9. Oktober 2020 an Wolfgang Porsche.

### Zufahrtstunnel
Um die im Winter schwer zu befahrende steile Zufahrtsstraße zu umgehen, plant Wolfgang Porsche einen privaten Tunnel, der von der Einfahrt der städtischen Parkgarage Linzergasse gänzlich unterirdisch zur Villa führen soll. Die Stadt Salzburg genehmigte dieses Vorhaben im März 2024 gegen eine einmalige Zahlung in Höhe von 40.000 Euro. Fast ein Jahr später wurde dieser Vertrag bekannt. Nicht nur die Einfahrt, sondern der komplette Tunnel soll unter Gemeindegrund liegen und auch eine Tiefgarage ist geplant. 
Die Angemessenheit der Höhe der einmaligen Abgeltung für diesen Bau auf 1.500 m² wird von Gemeinderäten infrage gestellt.

### Namensgebungen des Schlössls
Das Schlössl ist unter den Namen seiner diversen Besitzer bekannt. Urkundlich ist ein Grundkauf 1639 durch Peter Ettinger, von 1766 bis 1793 gehörte es Anna Helena Hermes, von 1793 bis 1823 Anton Paschinger, von 1824 bis 1867 Matthias Gschnitzer, von 1867 bis 1905 Wilhelm Pletsch, Marie von Ziegler, von 1916 bis 1919 Dr. Josef Kranz, Industrieller, von 1919 bis 1937 Stefan Zweig, von 1937 bis 2020 Familie Gollhofer, seit 2020 Wolfgang Porsche.

Stolpersteine in der Stadt Salzburg im Gedenken an die Familie Zweig-Winternitz
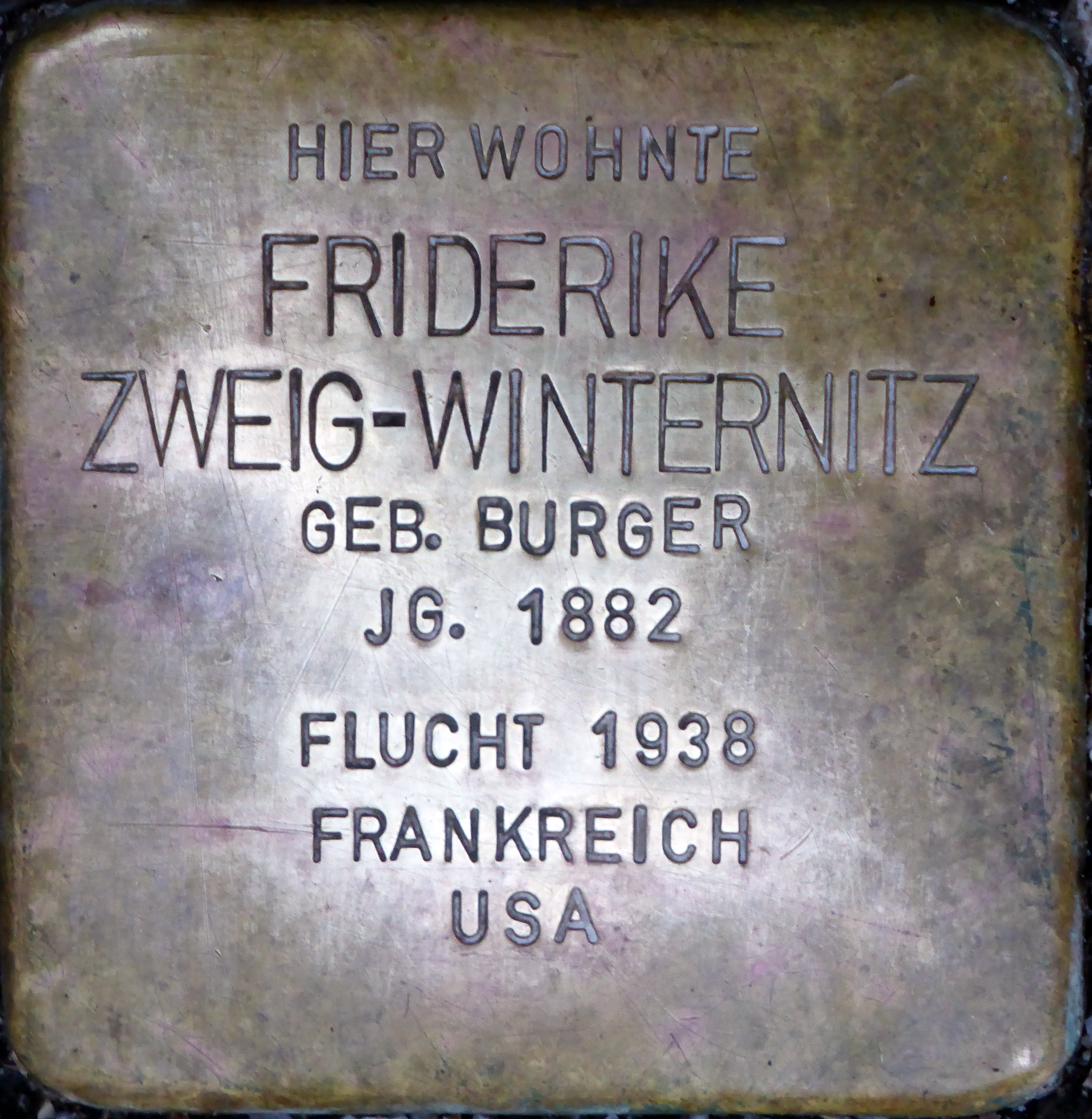
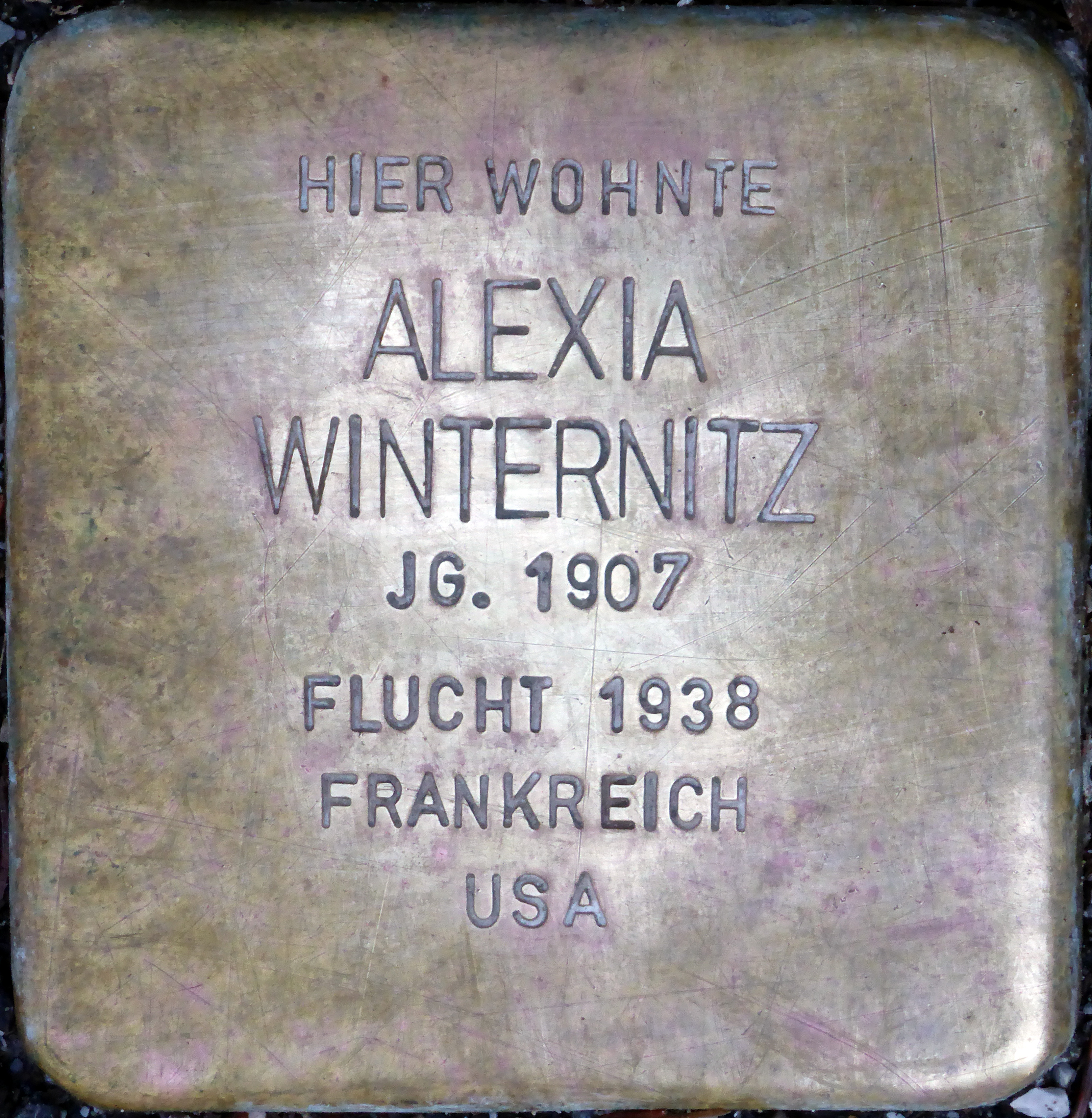
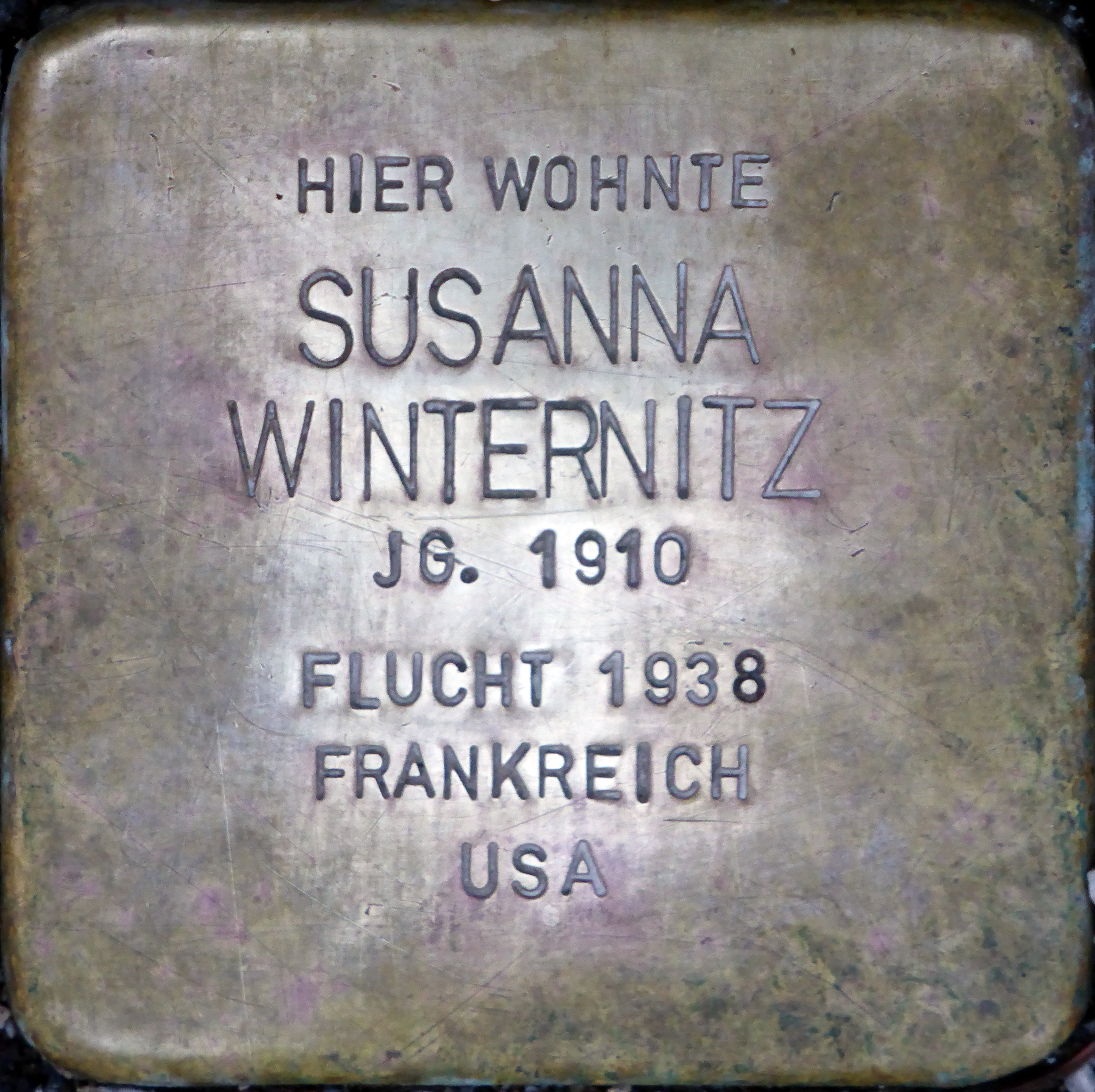
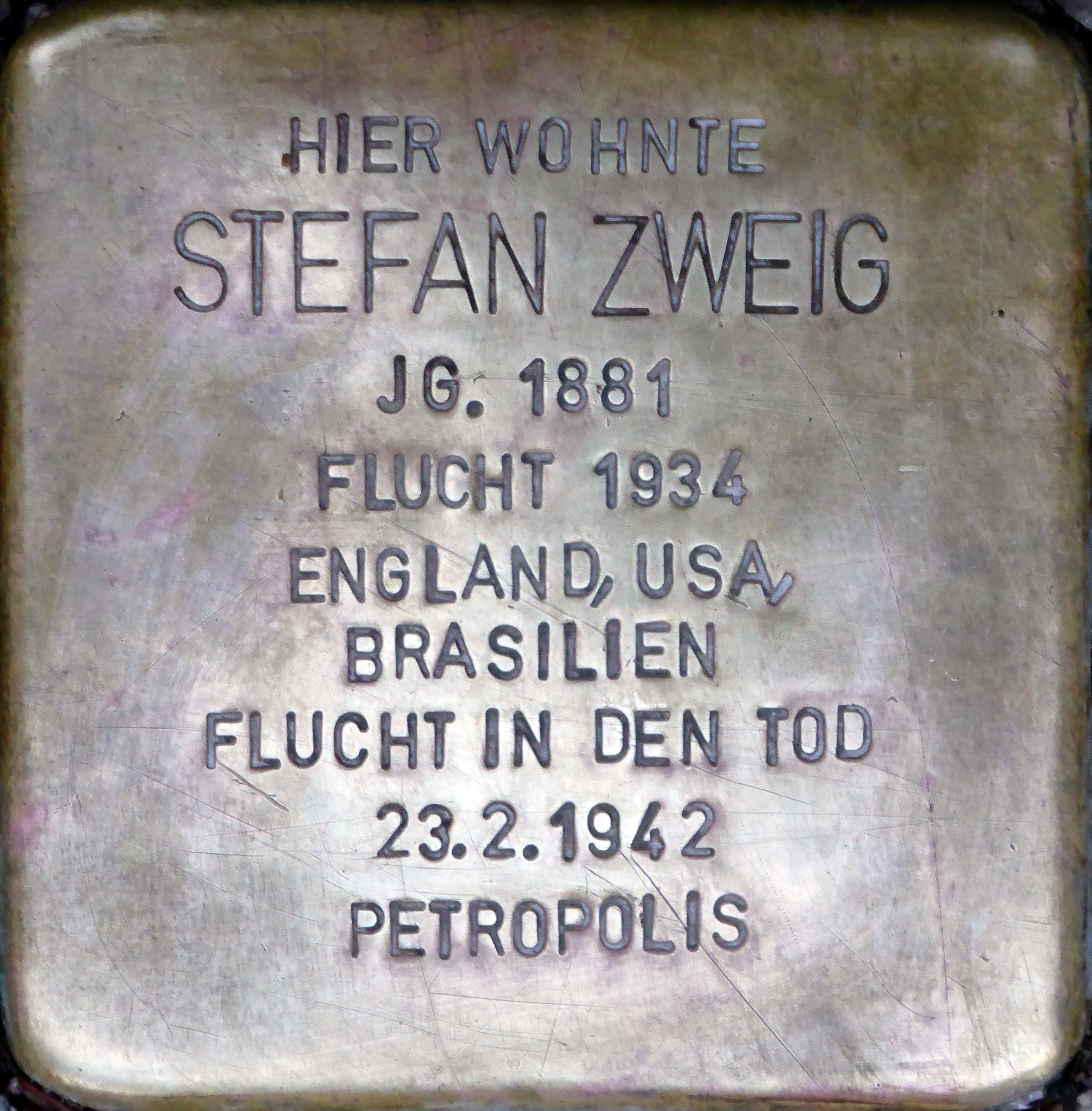
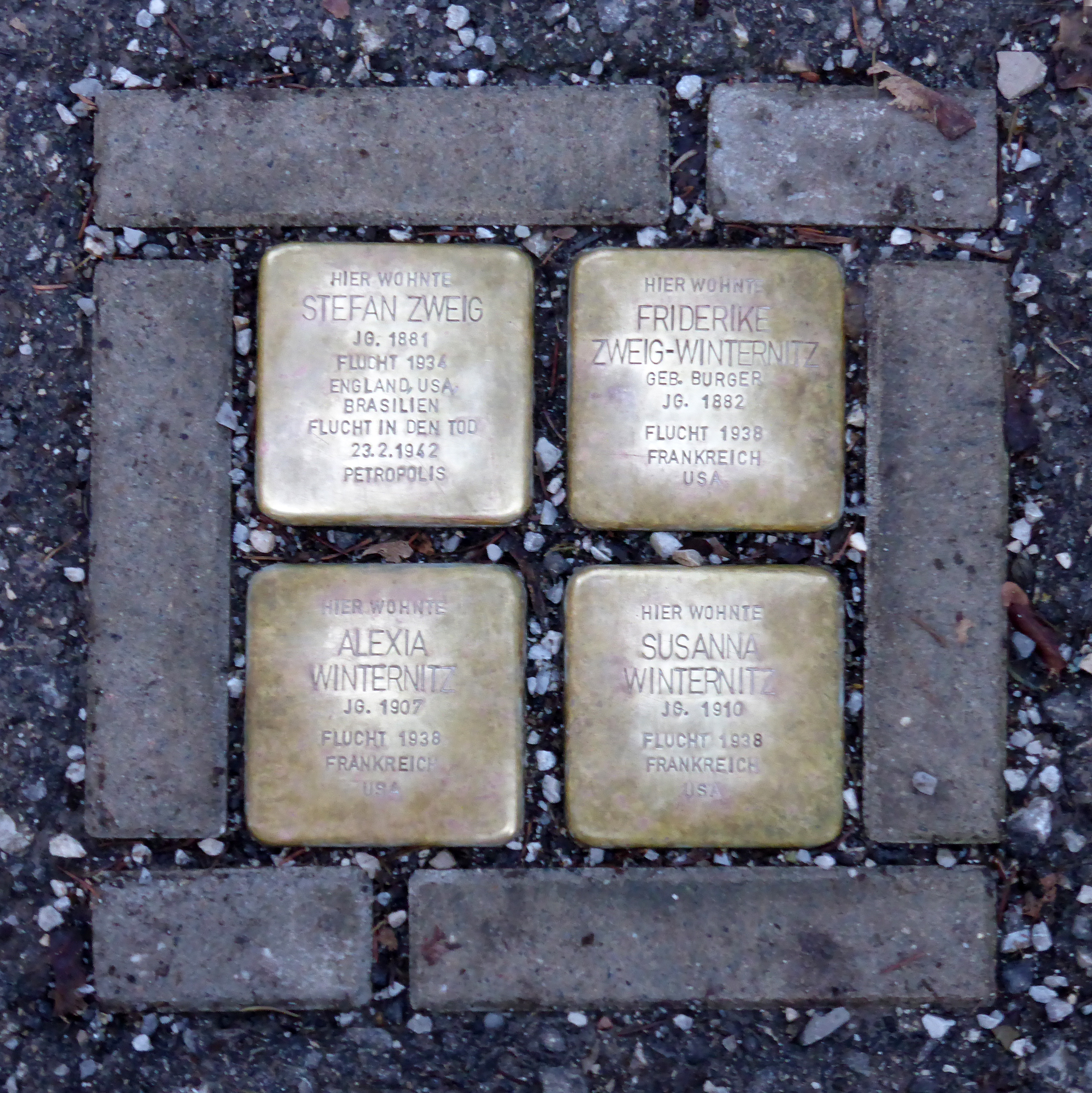